# Ігор Францетич
Ігор Францетич (21 квітня 1977) — хорватський академічний веслувальник.
Бронзовий призер Олімпійських Ігор 2000 року в складі вісімки.